# Helicopsyche paralimnella
Helicopsyche paralimnella är en nattsländeart som beskrevs av Hamilton in Morse, Hamilton och Hoffman 1989. Helicopsyche paralimnella ingår i släktet Helicopsyche och familjen Helicopsychidae. Inga underarter finns listade i Catalogue of Life.